# Religione in Unione Sovietica

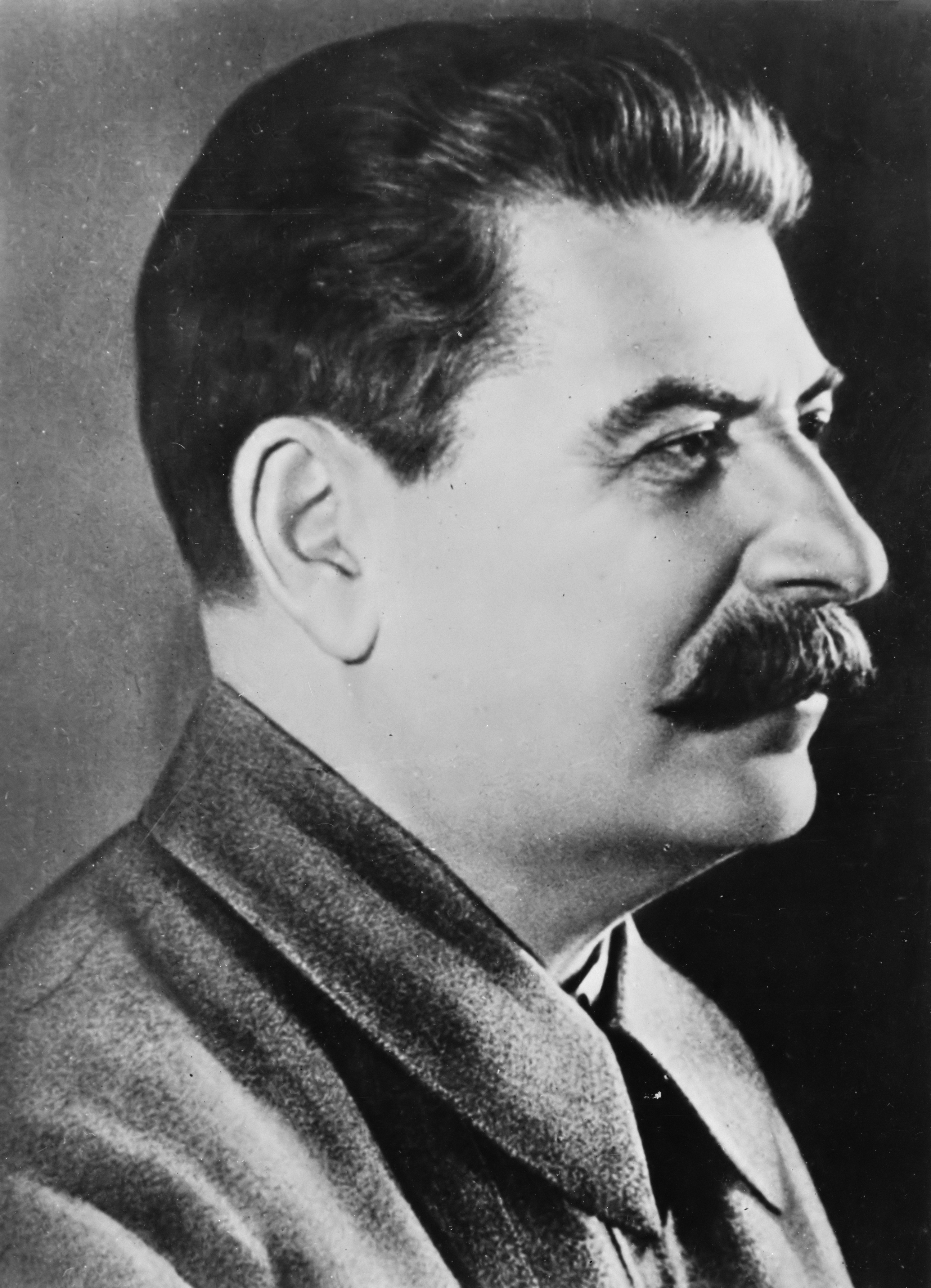
Iosif Stalin, che durante tutto il proprio governo combatté la religione in Unione Sovietica

L'Unione Sovietica fu il primo stato ad avere come obiettivo ideologico l'eliminazione totale della religione e la sua sostituzione con l'ateismo universale. Dopo la rivoluzione d'ottobre il regime comunista iniziò a confiscare i beni religiosi delle varie chiese presenti in Russia, in particolar modo della Chiesa ortodossa. Successivamente iniziò a perseguitare i credenti e iniziò a propagandare nelle scuole l'ateismo e le varie scienze per dare agli studenti una visione materialista e scientifica del mondo.
Molte chiese, moschee e sinagoghe vennero distrutte o adibite ad altri usi come uffici statali, scuole, ospedali e magazzini, mentre molti monasteri furono chiusi o convertiti a campi di prigionia, di cui il più famoso è il Monastero di Solovki, sulle isole Soloveckie, divenuto il gulag Solovki. Molti membri del clero furono imprigionati per attività anti-governative.

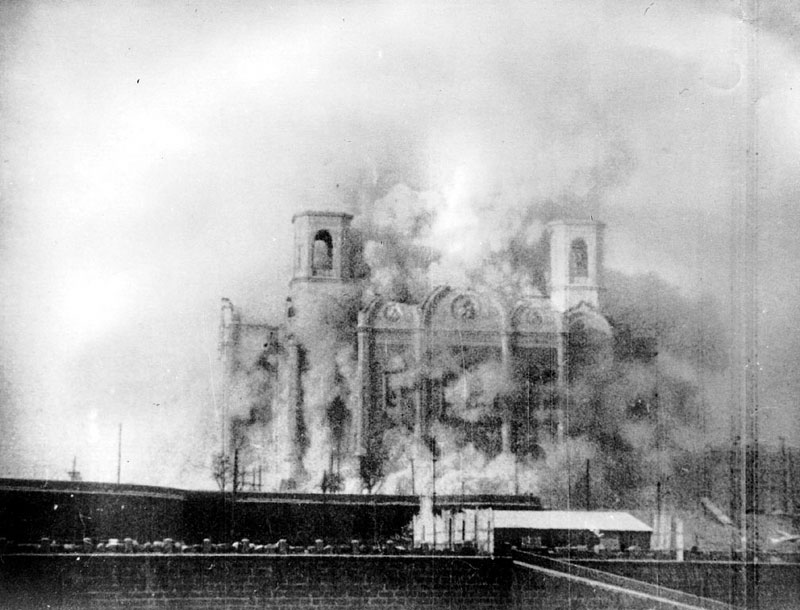
La distruzione della Cattedrale di Cristo Salvatore a Mosca, nel 1931.

Secondo alcuni storici la persecuzione si attenuò dopo il 1941 durante la seconda guerra mondiale, periodo in cui, secondo tali storici, il governo di Stalin volle creare una parvenza di pace con la chiesa per utilizzarla come parte dei suoi programmi, allo scopo di ispirare nei cittadini sentimenti patriottici per combattere il nemico tedesco. Sempre secondo tali stime le chiese salirono da 100 nel 1941 a 25.000 nel 1945 e i membri del clero salirono dal 1941 al 1945 da poche centinaia a 33.000. Altri invece affermano che durante la guerra la persecuzione si intensificò e divennero fuori legge diverse attività religiose. In ogni modo, se la persecuzione si attenuò, ciò avvenne soltanto di fatto perché il governo continuò a dichiararsi ateo, a censurare la stampa religiosa e a proibire le processioni. Risulta comunque più probabile che la campagna antireligiosa non si attenuò, sia perché ciò sarebbe andato contro i principi dello Stato troppo apertamente, sia perché la maggior parte della popolazione era atea (almeno il 70%, anche se fonti governative fanno salire la percentuale a oltre il 90%).

Copertina del 1929 di una rivista che mostra dei lavoratori muscolosi che fanno cadere Gesù

Secondo alcune fonti, in seguito il governo sovietico cercò di tenere la chiesa sotto controllo nominando preti i suoi uomini più fedeli, e, secondo quanto asserito, si arrivò al punto in cui le cariche principali furono ricoperte da ufficiali del KGB. Ad esempio, secondo alcune fonti come il controverso dossier Mitrochin, il patriarca Alessio II fu reclutato dal KGB nel 1958 con il nome in codice di Drozdov.
Secondo diverse fonti il KGB perseguitò diversi altri gruppi religiosi. Tra questi il gruppo più religioso era la Chiesa Cattolica Ucraina (allora Chiesa Cattolica Greca dell'Ucraina) che contava, secondo dati ufficiosi, 4 milioni di fedeli. Secondo alcune fonti, 8 dei 10 vescovi e migliaia di sacerdoti morirono nei Gulag della Siberia per la loro fede. Un altro bersaglio del KGB erano le chiese protestanti non registrate, che negli anni 50 contavano 100.000 membri. Tra questi c'erano 20.000 Testimoni di Geova che, essendo estremamente attivi nel proselitismo, negli anni '60 furono tra le comunità più aspramente perseguitata nell'Unione Sovietica.

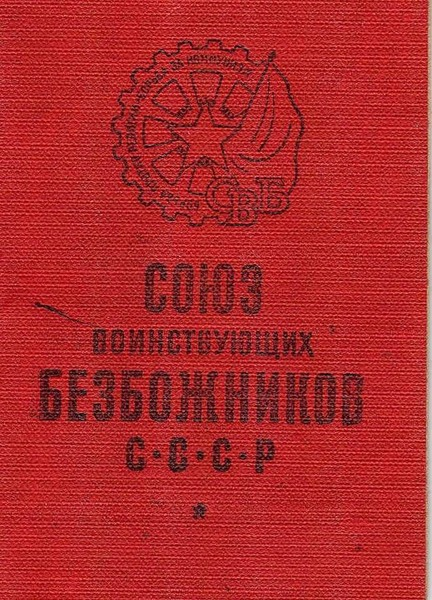
Tessera della Lega degli atei militanti. All'inizio del 1941, aveva circa 3,5 milioni di membri di 100 nazionalità e oltre 96.000 uffici sparsi in tutto il paese.

## Politica contro il Cristianesimo
Un'intensa campagna ideologica, anti-cristiana e anti-religiosa, venne portata avanti nel corso della storia dell'Unione Sovietica. Un'intensa campagna propagandistica ed educativa fu intrapresa per convincere in particolare i bambini e i giovani a non diventare credenti, usando i testi scolastici per dipingere a tinte fosche il ruolo della religione cristiana e della chiesa. Ad esempio, molta enfasi venne posta sul ruolo della chiesa in avvenimenti come l'Inquisizione, la persecuzione di Galileo, Giordano Bruno e altri scienziati eretici e le Crociate. Gli studenti erano incoraggiati a provocare e usare la pressione tra pari nei confronti dei compagni di classe che indossavano croci o che professavano in altro modo la loro fede. Negli anni '20 esistevano molte pubblicazioni e circoli "anti-Dio" sponsorizzati dal governo, soprattutto la vituperante e satirica Senzadio al banco di lavoro ("Bezbožnik u Stanka" in russo). Successivamente, queste scomparvero perché ormai una nuova generazione era cresciuta essenzialmente atea.
Venne anche creata, nel 1925, la Lega degli atei militanti (chiamata anche Unione degli Atei belligeranti o Società dei senza dio) un'organizzazione atea ed antireligiosa e ne facevano parte operai, contadini, studenti e intellettuali e fu animata principalmente dai bolscevichi seguendo una propaganda antireligiosa con lo scopo di eliminare la religione in tutte le sue manifestazioni e trasmettere alla popolazione una visione materialistica, scientista ed anti-religiosa della realtà.
L'attacco alla religione fu realizzato anche da un punto di vista scientifico: fu fatta leva sulla storicità oscurantista ed oppositrice della ricerca scientifica della Chiesa: in particolare fu preso di mira il racconto letterale della creazione, nel libro della Genesi, deriso dai testi che supportavano la teoria evoluzionista di Darwin. All'interno della propaganda anti-straniera e anti-capitalista fu profuso uno sforzo non banale, specialmente negli anni 1920 e 1930, per imprimere nella mente delle persone un'immagine dell'Occidente dominato dall'ignoranza anti-scientifica della Chiesa, opposta all'ateismo scientifico e progressista dello stato sovietico.
Uno sforzo concertato venne fatto per impedire o boicottare le assemblee dei cristiani. Durante gli anni '20 e '30 le celebrazioni del Natale e la tradizionale festa russa del Capodanno vennero proibite (in seguito il Capodanno venne ripristinato come festa secolare ed è oggi la principale festa di famiglia in Russia). Raduni e processioni religiose vennero inizialmente proibiti e in seguito strettamente limitati e regolamentati. Negli anni successivi, un metodo più subdolo di rovinare le festività cristiane prevedeva la trasmissione di film molto popolari, uno dietro l'altro, durante le principali feste, quando ci si aspettava che i credenti partecipassero alle processioni religiose, in particolare durante le celebrazioni della Pasqua. La mossa era indirizzata a far rimanere nelle case le persone dalla fede più incerta, incollati alle televisioni.

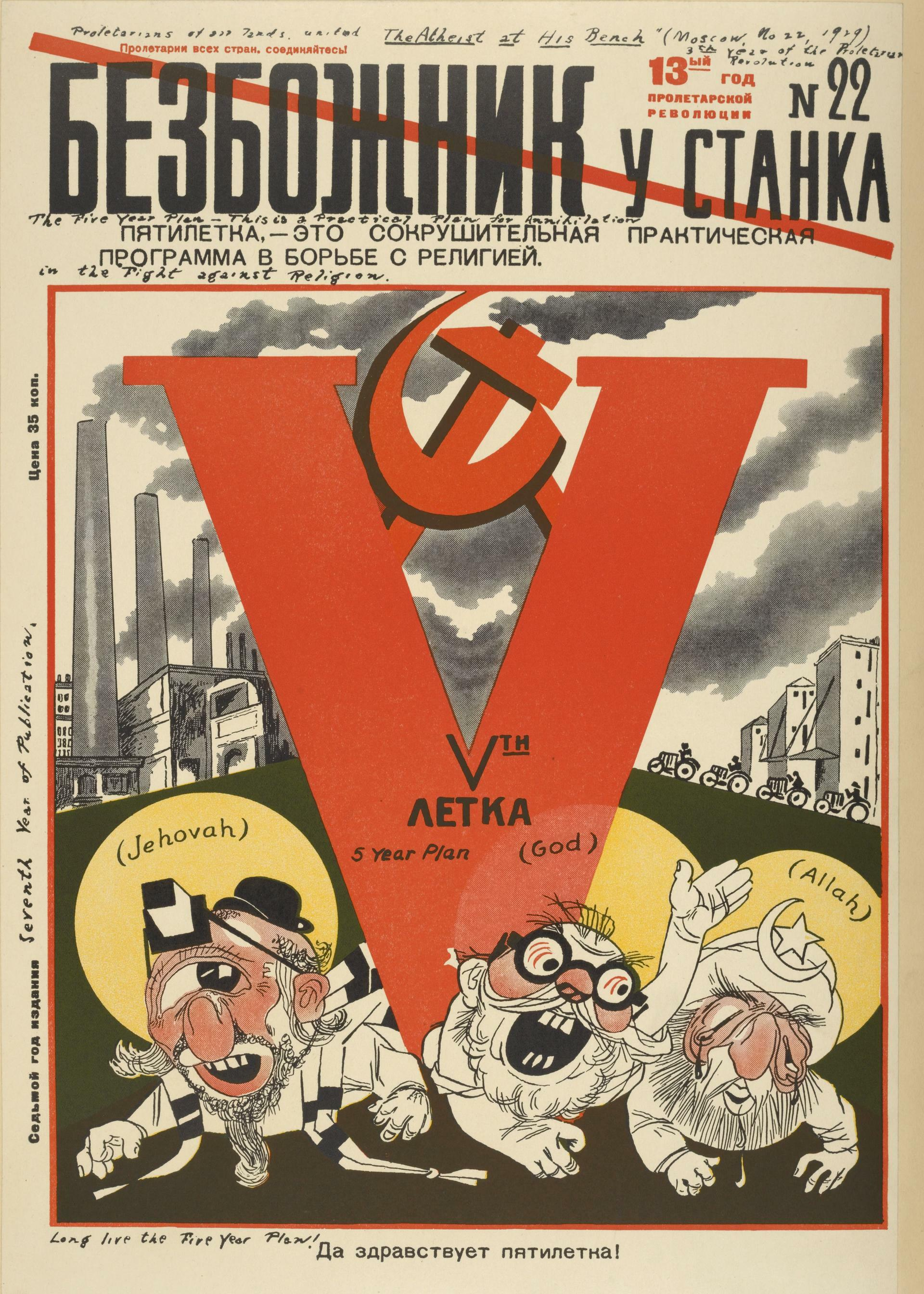
Copertura del 1929 che mostra i tre dèi (del giudaismo, cristianesimo e islam) schiacciati dal primo piano quinquennale

In generale, la Chiesa fu descritta come corrotta, ipocrita, fedele servitrice del reazionario zar, oscurantista, "oppio dei popoli" (secondo la definizione di Karl Marx), e comunque cattiva. La propaganda comunista nei confronti della Chiesa si rivelò efficace. Nell'arco di una generazione, i Russi, tradizionalmente molto devoti, divennero in massa atei: questa trasformazione fu quasi completata negli anni '50.
In seguito alla caduta dell'Unione Sovietica, il governo della Russia si aprì con favore verso la Chiesa ortodossa russa e si verificò una crescita nel numero di fedeli in Russia. Come è stato verificato nel 2004, comunque, mentre una gran percentuale dei Russi oggi si descrivono come credenti e membri della Chiesa (erano un gruppo molto ristretto negli anni del governo sovietico), in realtà pochi frequentano la chiesa regolarmente, leggono la Bibbia, o ricevono la comunione. Sembra che per molte persone la fede sia diventata un motivo di identificazione personale, di preparazione al battesimo dei figli, di celebrazione di matrimoni e funerali, e nient'altro. Ciò costituisce una chiara testimonianza della completezza e del successo a lungo termine della persecuzione comunista contro la cristianità in Russia.
Richard Wurmbrand, pastore evangelico, autore di Tortured for Christ descrisse la persecuzione sistematica dei cristiani in Romania, una nazione del blocco dell'Est. Molti cristiani nell'Unione Sovietica furono imprigionati per l'unico motivo di credere in Dio - una sorte condivisa anche dai credenti ebrei. Molti di loro sono stati recentemente canonizzati come santi, in seguito alla morte per mano delle autorità sovietiche; nella chiesa ortodossa ci si riferisce a loro come "nuovi martiri" (Si vedano, anche, le voci Nemico del popolo, Gulag, Aleksandr Solženicyn, Varlam Šalamov)

## Politica contro i Testimoni di Geova
Anche se i Testimoni di Geova non erano in gran numero in Unione Sovietica, divennero uno dei gruppi religiosi più perseguitati durante il periodo successivo alla Seconda guerra mondiale e molti dei loro membri furono arrestati. Molti Testimoni di Geova moldavi furono deportati in Tomschi, mentre altri, provenienti da altre regioni dell'Unione Sovietica furono deportati in Oblasti e Sirtaki. Molti funzionari del KGB, che avevano il compito di sciogliere il movimento dei Testimoni di Geova, ebbero il compito di scoprire se continuavano a praticare la loro fede anche all'interno dei campi di lavoro. Il Ministro degli Affari Interni, Viktor Semënovič Abakumov propose la deportazione dei Testimoni di Geova a Stalin nel mese di ottobre 1950. Una risoluzione fu votata dal Consiglio dei Ministri e l'ordine di deportazione fu emesso da parte del Ministero per la Sicurezza nel marzo del 1951.
Nel mese successivo, oltre 9.000 Testimoni di Geova furono deportati in Siberia secondo il piano denominato "Operazione Nord". Le importazioni nel Paese dei libri riguardanti la loro fede furono severamente proibite, ma la letteratura da Brooklyn arrivava regolarmente, attraverso canali non ufficiali ben organizzati, non solo in molte città, ma anche in Siberia, e anche nei campi penali di Potma. Il governo sovietico era così turbato dai Testimoni di Geova che il KGB fu autorizzato ad inviare agenti con il compito d'infiltrarsi nei quartier generale di Brooklyn. Nel settembre del 1965, un decreto del Presidium del Consiglio dei ministri dell'URSS annullò il "regolamento speciale" con cui si esercitavano restrizioni sui Testimoni di Geova, anche se il decreto, firmato da Anastas Mikoyan, non prevedeva alcun indennizzo per i beni confiscati. Tuttavia, i Testimoni di Geova sono rimasti oggetto di persecuzione di Stato a causa della loro ideologia classificata anti-sovietica. La persecuzione del movimento ha avuto fine nel 1991, dopo la caduta del regime sovietico, ma è ripresa con vigore agli inizi del XXI secolo. Nel 2017 la Corte Suprema russa ha vietato ai Testimoni di Geova l'attività in tutto il territorio nazionale, definendoli estremisti e decretando la confisca dei beni dell'organizzazione.

## Politica contro l'Islam

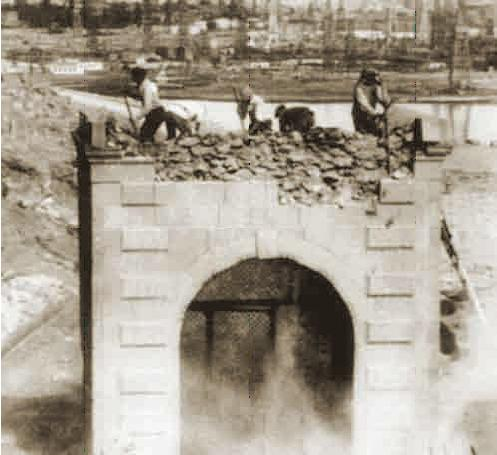
La distruzione della moschea di Bibi-Heybat in Azerbaigian nel 1936.

L'Unione Sovietica era ostile nei confronti di tutte le forme di religione considerate, secondo Karl Marx, "l'oppio dei popoli". Nel breve periodo successivo alla Rivoluzione d'ottobre esisteva una libertà religiosa per i musulmani, ma alla fine del 1920 il governo sovietico iniziò una forte politica anti religiosa e le autorità sovietiche nel giro di pochi decenni distrussero molte moschee, mentre alcune vennero trasformate in magazzini. Nel giro di poco più di 50 anni, le moschee passarono da 25.000 nel 1917 a 500 nel 1970. Durante il periodo di potere di Stalin, molti musulmani furono vittime di deportazioni di massa.
Nel 1927 venne avviata la campagna dell'Hujum, finalizzata ad emancipare le donne nelle comunità musulmane nell'Asia Centrale.

## Politica contro il Giudaismo
Nonostante Lenin trovasse l'antisemitismo qualcosa di aberrante, il regime era ostile nei confronti del giudaismo fin dall'inizio. Nel 1919 le autorità sovietiche abolirono i consigli della comunità ebraica, che erano tradizionalmente responsabili per il mantenimento delle sinagoghe.
La maggior parte delle 5.000 sinagoghe in funzione prima della rivoluzione bolscevica furono chiuse sotto Stalin, e le altre furono successivamente chiuse sotto Chruščëv.

## Politica contro il Buddismo
Sebbene il Buddismo avesse delle analogie con la filosofia marxiste, come una visione atea del mondo della natura e il rapporto tra materia e mente, l'ideologia comunista e l'ateismo di stato furono sempre incompatibili con la spiritualità buddhista, soprattutto per via dei suoi legami con la figura del Dalai Lama e della teocrazia Tibetana.
Benché nell'Unione Sovietica i fedeli della dottrina, fossero relativamente pochi, nei paesi asiatici confinanti con l'Unione Sovietica come la Cina, dove si diffusero le ideologie comuniste, si attuò una violenta persecuzione contro i monasteri e i fedeli della religione buddhista, seguendo l'esempio dell'Unione sovietica e venendo anzi incoraggiati nelle persecuzioni da quest'ultima.